# 学校法人平方学園
学校法人平方学園（がっこうほうじん ひらかたがくえん）とは、群馬県高崎市金古町28に所在する学校法人である。

## 沿革
- 1933年 平方金七による女子の職業教育をねらいとした平方裁縫女学校が設置される。
- 1941年 中等学科を設置。平方高等裁縫女学校に改称。
- 1943年 平方実業女学校に改称。
- 1945年 戦災により校舎が全焼する。
- 1946年 再建される。
- 1948年 明和家政高等学校に改称。
- 1951年 学校法人平方学園を組織した。
- 1956年 明和生活学院を設置。
- 1960年 明和家政高等学校を明和高等学校に改称
- 1965年 明和女子短期大学を設置。
- 1966年 明和生活学院を閉校。
- 1970年 明和女子短期大学付設幼稚園教員養成所を設置。
- 1971年 明和幼稚園を開設
- 1977年 明和女子短期大学付設幼稚園教員養成所を専修学校に移行した。
- 1983年 明和県央高等学校を設置。
- 1999年 明和女子短期大学を明和学園短期大学に改称。男女共学とする。
- 2000年 創世中等教育学校を設置。
- 2005年 明和高等学校を閉校。
- 2007年 明和学園短期大学付設幼稚園教員養成所を明和学園短期大学に統合。
- 2012年 創世中等教育学校を閉校。
- 2021年 明和学園短期大学の運営を同市内の学校法人共愛学園に移管し、名称を共愛学園前橋国際大学短期大学部に変更[1]。学校法人平方学園の法人本部を高崎市金古町に移転[2]。

## 運営学校
- 明和県央高等学校
- 明和幼稚園

### かつての運営学校
- 明和生活学院（閉校）
- 明和高等学校（閉校）
- 創世中等教育学校（閉校）
- 明和学園短期大学（現共愛学園前橋国際大学短期大学部、学校法人共愛学園に移管）